# Ameiva ameiva
Ameiva ameiva är en ödleart som beskrevs av Carl von Linné 1758. Ameiva ameiva ingår i släktet Ameiva och familjen tejuödlor.
Denna tejuödla förekommer i norra Sydamerika från Colombia och Venezuela till Bolivia, Paraguay och sydöstra Brasilien.

## Underarter
Arten delas in i följande underarter:
- A. a. petersi
- A. a. fischeri
- A. a. fulginosa
- A. a. laeta
- A. a. melanocephala
- A. a. ornata
- A. a. praesignis
- A. a. tobagana
- A. a. vogli

## Bildgalleri

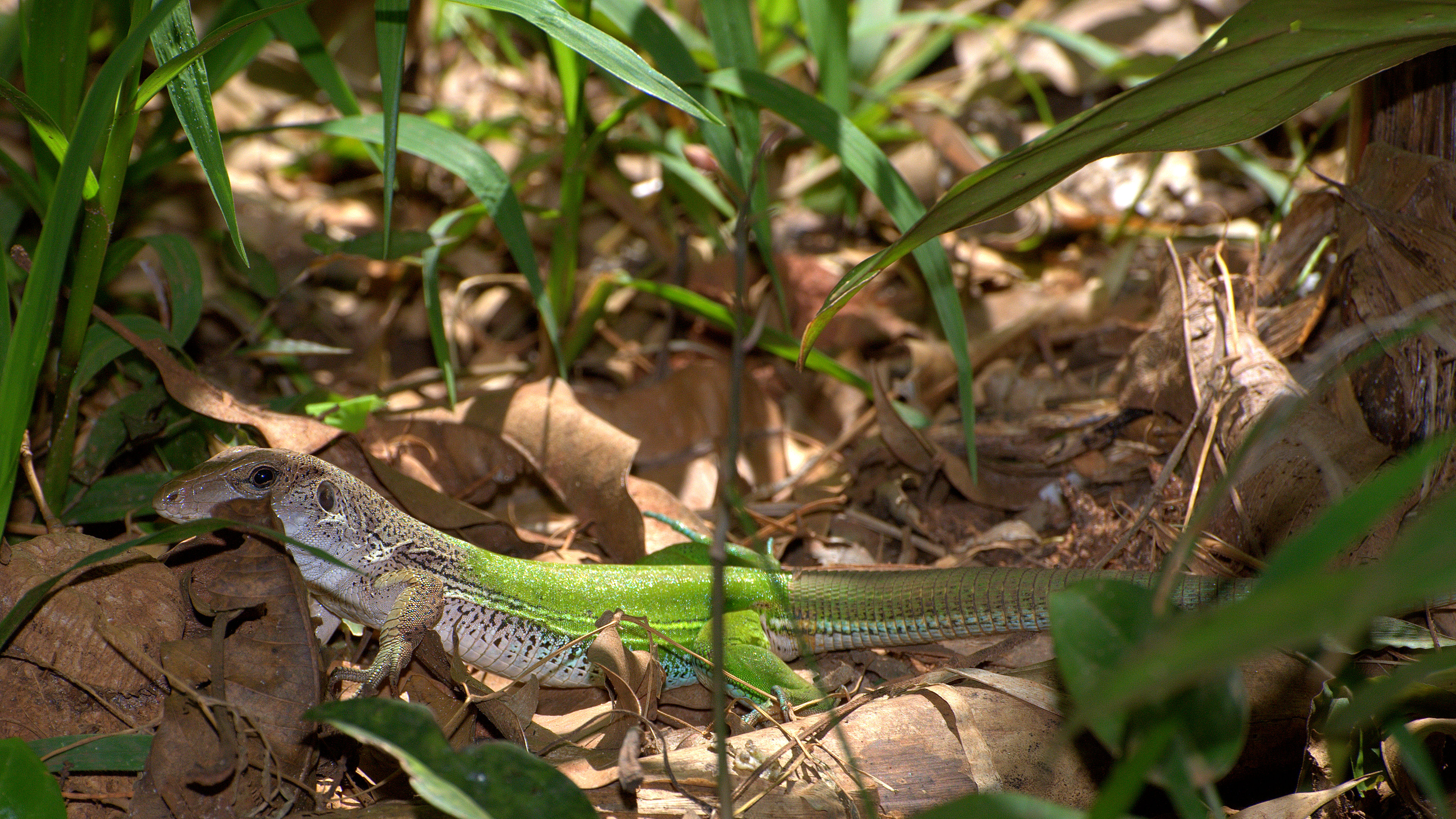
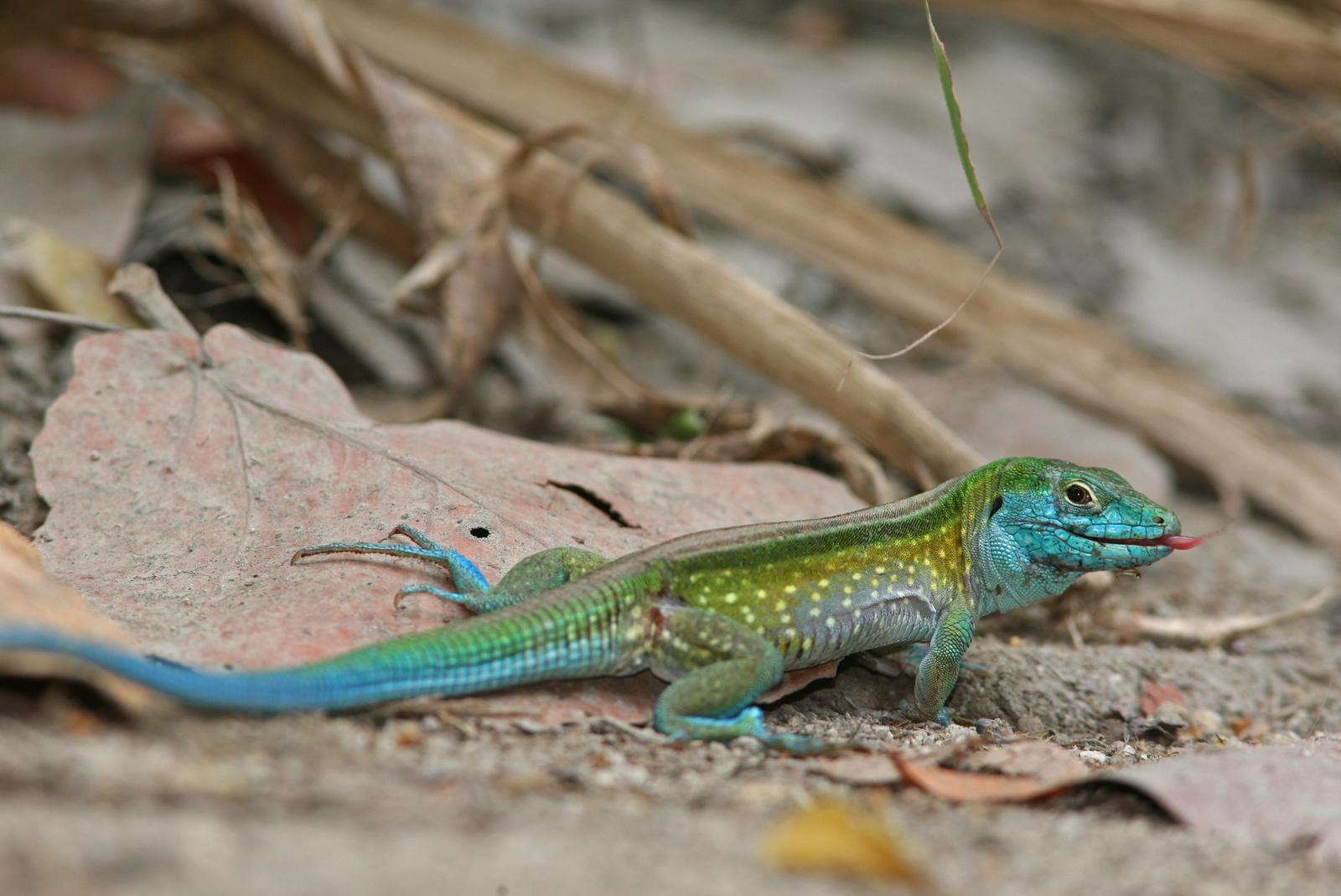
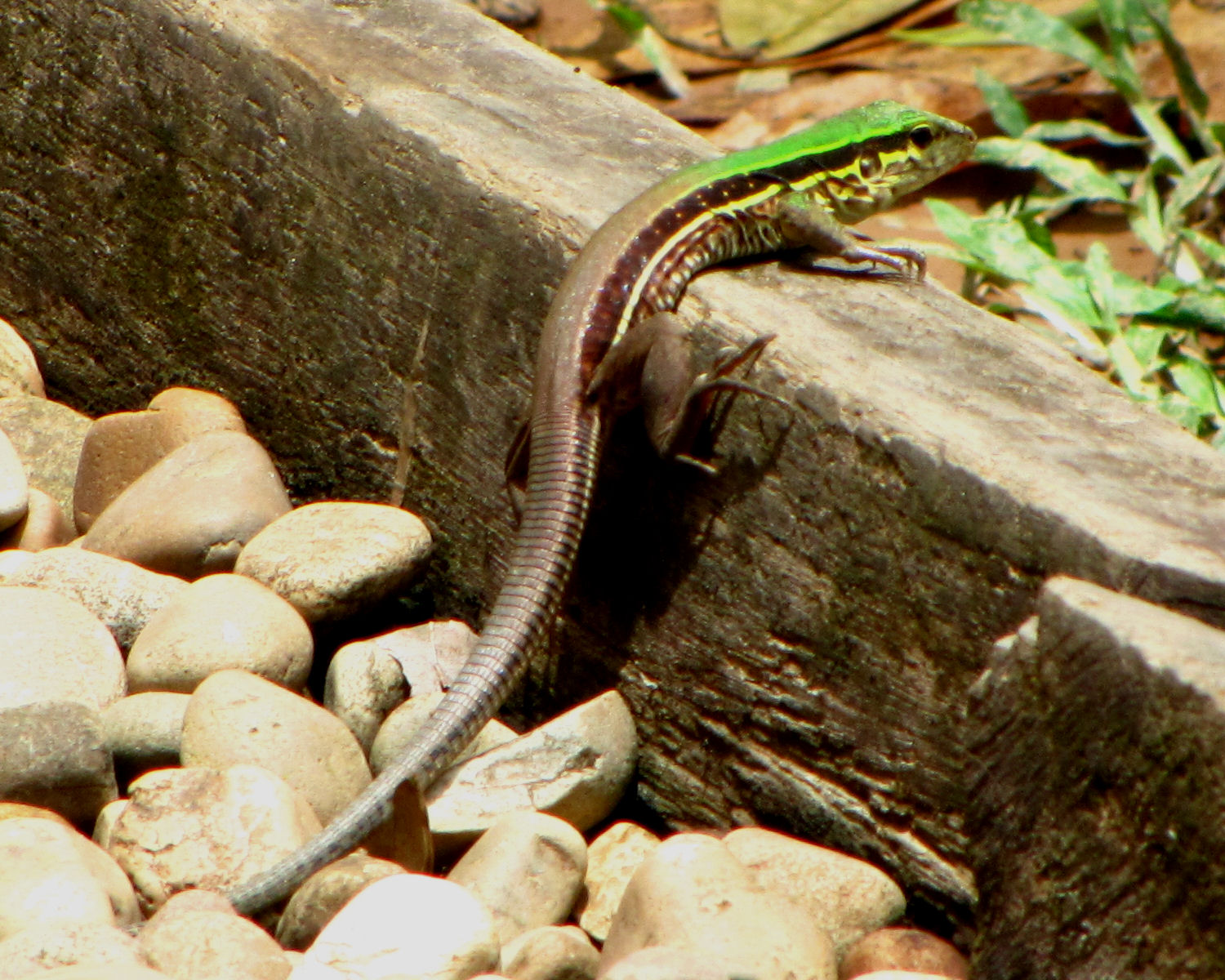
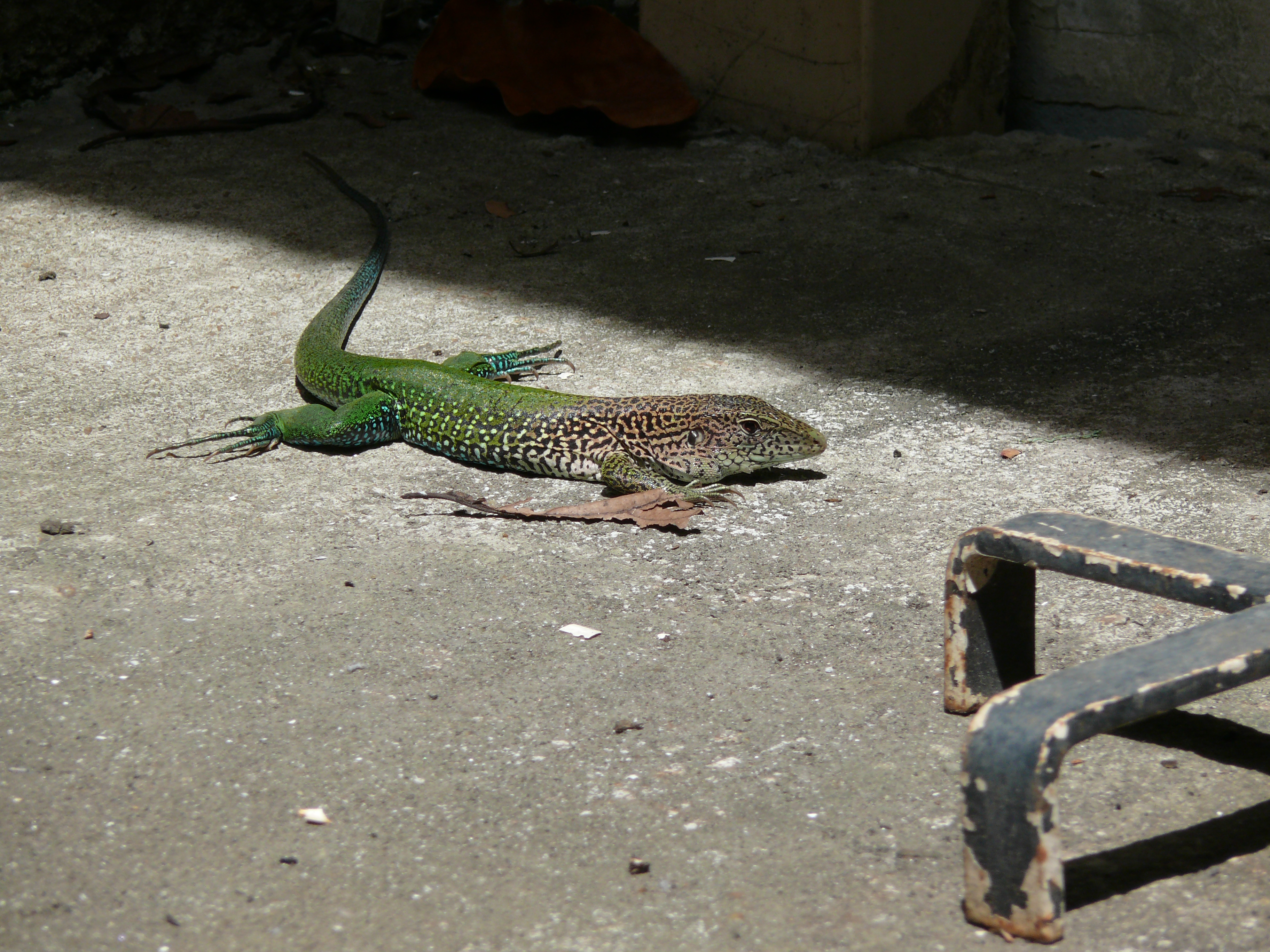